# Peer Borsky
Peer Borsky (Zúrich, 5 de noviembre de 1990) es un deportista suizo que compite en esgrima, especialista en la modalidad de espada.
Ganó dos medallas de bronce en el Campeonato Mundial de Esgrima, en los años 2014 y 2015, y dos medallas en el Campeonato Europeo de Esgrima, oro en 2014 y bronce en 2015.
Participó en los Juegos Olímpicos de Río de Janeiro 2016, ocupando el sexto lugar en la prueba por equipos.

## Palmarés internacional
| Campeonato Mundial | Campeonato Mundial    | Campeonato Mundial | Campeonato Mundial |
| Año                | Lugar                 | Medalla            | Prueba             |
| ------------------ | --------------------- | ------------------ | ------------------ |
| 2014               | Kazán (Rusia)         | Medalla de bronce  | Espada por equipos |
| 2015               | Moscú (Rusia)         | Medalla de bronce  | Espada por equipos |
| Campeonato Europeo |                       |                    |                    |
| Año                | Lugar                 | Medalla            | Prueba             |
| 2014               | Estrasburgo (Francia) | Medalla de oro     | Espada por equipos |
| 2015               | Montreux (Suiza)      | Medalla de bronce  | Espada por equipos |